# Хаишо
Хаишо (груз. ხაიშო) — село в Грузии, на территории Тианетского муниципалитета края (мхаре) Мцхета-Мтианети.

## География
Село находится в центральной части Грузии, на левом берегу реки Сагами (левый приток реки Иори), на расстоянии приблизительно 9 километров (по прямой) к северо-востоку от посёлка городского типа Тианети, административного центра муниципалитета. Абсолютная высота — 1294 метра над уровнем моря.

## Население
По результатам официальной переписи населения 2014 года в Хаишо проживал 1 человек грузинской национальности.
| Год  | Население, человек |
| ---- | ------------------ |
| 2002 | 1                  |
| 2014 | 1                  |